# Avvelenamento di massa di Pont-Saint-Esprit

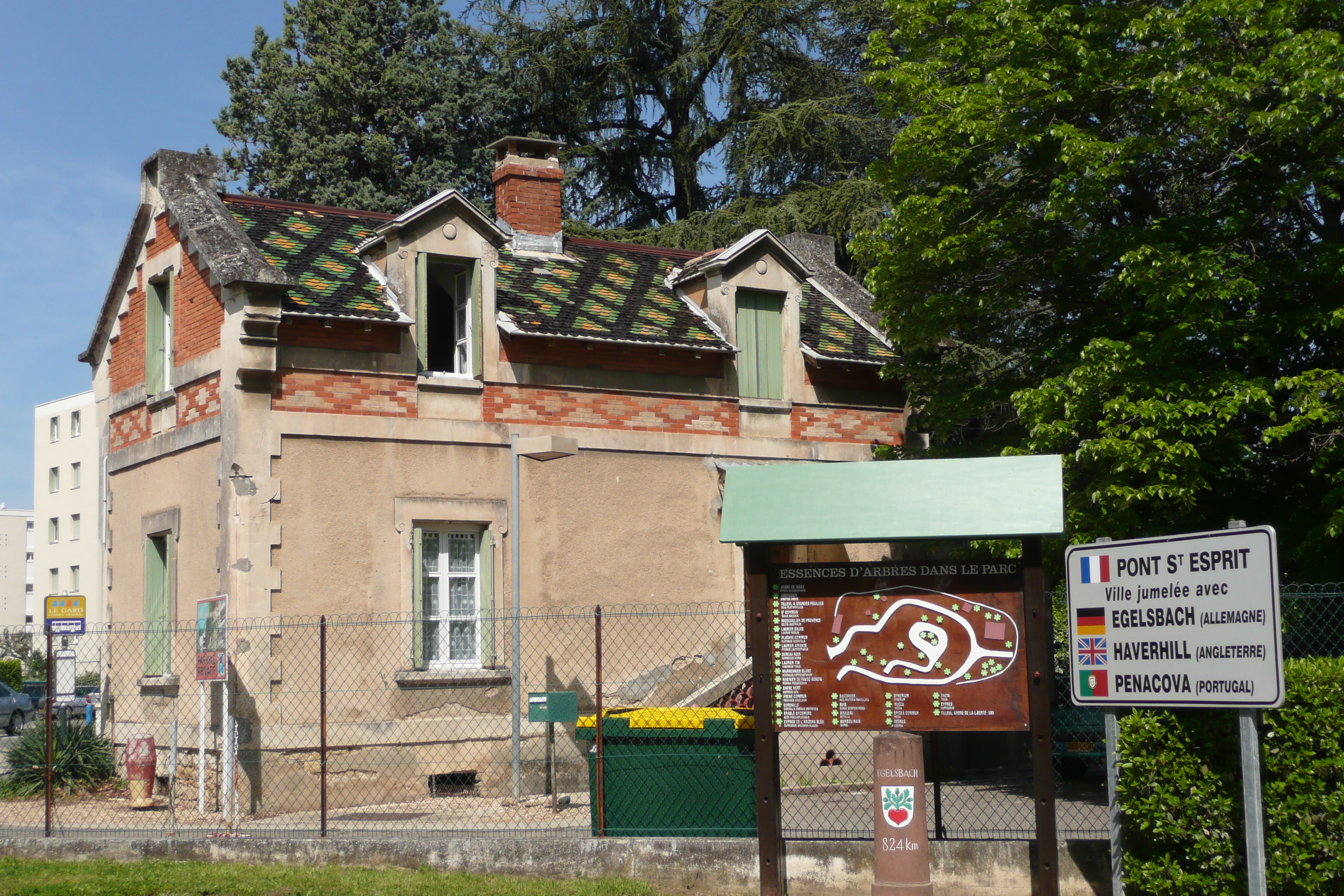
Ingresso del paese di Pont-Saint-Esprit

L'avvelenamento di massa di Pont-Saint-Esprit (noto in francese come affaire du pain maudit, «caso del pane maledetto») è un episodio accaduto nell'agosto 1951 nella località francese di Pont-Saint-Esprit (Gard): a causa di un'intossicazione alimentare, circa 250 persone presentarono un quadro sintomatico caratterizzato da acuti episodi psicotici, allucinazioni, tentativi di suicidio, aggressioni a vicini e a sanitari, nonché disturbi fisici come bruciore di stomaco, gastrite, nausea e convulsioni.
Ai sintomi direttamente riconducibili all'intossicazione se ne aggiunsero altri legati all'isteria di massa: dalla marchiatura con una croce della porta della bottega del presunto responsabile fino al tentativo di linciaggio dello stesso, evitato soltanto dal suo arresto da parte della Gendarmeria.
L'episodio ebbe risvolti giudiziari, medici, psicologici e sociologici; non mancarono altresì tesi — giudicate scientificamente e logicamente non sostenibili — da parte dei fautori delle cosiddette "teorie del complotto", che videro nell'accaduto un ulteriore capitolo nella storia delle sperimentazioni di guerra chimica, in un periodo di piena guerra fredda contro l'Unione Sovietica.

## L'accaduto
Verso la metà d'agosto del 1951 si verificarono in diverse località della Francia sudoccidentale alcuni fenomeni allucinatori tra la popolazione, il cui epicentro fu il paese di Pont-Saint-Esprit, centro di circa 5 000 abitanti a qualche decina di chilometri da Nîmes, nella regione del Linguadoca-Rossiglione.
A Point-Saint-Esprit gli ufficiali sanitari registrarono circa 250 casi di persone che presentavano diversi sintomi psico-fisici, i più rilevanti dei quali erano incubi notturni e dolori al ventre; frequenti furono anche casi di delirio, allucinazioni ed esplosioni di violenza.
Circa cento persone si ristabilirono nei primissimi giorni successivi al riscontro dei sintomi, mentre gli altri dovettero affrontare ricoveri di tipo medico o psichiatrico; vi furono anche due morti, passati attraverso varie fasi di declino psichico.
La causa quasi immediatamente ipotizzata fu il pane di cui gli abitanti del paese si nutrivano: la panetteria locale fu sbarrata con una croce con intento esorcistico e il panettiere, visto come un untore, rischiò il linciaggio da parte della popolazione e la Gendarmeria lo trasse in arresto, a detta dei media, più per proteggerlo che per la convinzione di ritenerlo realmente responsabile dell'intossicazione.
Anche il mugnaio che riforniva i forni della zona fu arrestato con l'accusa di avere mescolato del loglio alla farina di frumento, verosimile vettore di ergot, un parassita delle graminacee.
In effetti la causa dell'intossicazione fu identificata, a seguito dell'autopsia di alcune vittime, che prima della fine di agosto erano salite a quattro, nell'ergotismo, sindrome che causa dolori all'apparato digerente e allucinazioni.
Tuttavia la gente del paese era refrattaria a dare credito alle spiegazioni scientifiche, preferendo abbracciare ipotesi di stregoneria (da cui anche l'appellativo di «pane del demonio» o di «pane maledetto» al prodotto del fornaio incriminato); già in passato erano accaduti analoghi fenomeni di apparente follia collettiva nella regione ascrivibili anch'essi, secondo le moderne conoscenze mediche, a ergotismo.
L'ergotismo fu confermato, infine, dal laboratorio di tossicologia di Marsiglia.
Il 31 agosto successivo vi fu una svolta sul fronte delle indagini: il mugnaio Maurice Maillet confessò alle forze di polizia di Montpellier di avere utilizzato della farina di segale avariata in aggiunta a quella di frumento, per risparmiare circa 2 000 franchi sulla fornitura; per coincidenza, la segale era infetta dall'ergot e il pane che da esso era derivato aveva provocato l'intossicazione, risultata particolarmente virulenta a Pont-Saint-Esprit perché la maggior parte della farina era stata venduta in quel paese.

## Reazioni, impatto sui media e tesi alternative

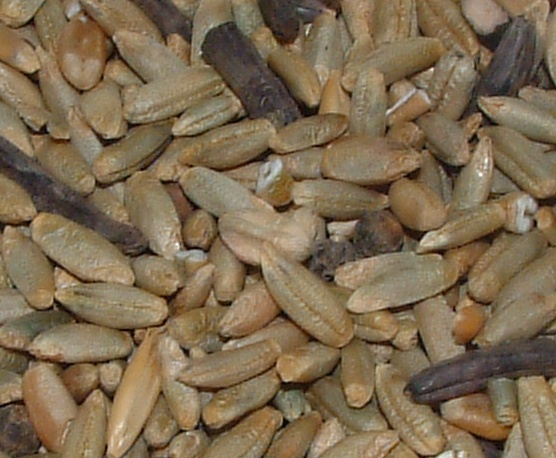
Chicchi di segale infettati da ergot

Benché l'inchiesta giudiziaria che seguì accertò la truffa alimentare del mugnaio, non vi fu alcuna sentenza che attribuì esplicitamente la causa dell'intossicazione.
L'accademico statunitense Steven Kaplan, specializzato in storia della Francia, in un suo saggio sulla vicenda riporta un passo di un articolo giornalistico che commentava l'accaduto: «Dunque, una volta scoperto il male, se ne vuole conoscere il responsabile. Sono circolate le versioni più inverosimili: si accusa il panettiere (ex candidato dell'RPF e protégé di un consigliere di de Gaulle), il suo lavorante, l'acqua delle fontane, le moderne trebbiatrici meccaniche, le potenze straniere, la guerra batteriologica, il demonio, la SNCF, il papa, Stalin, la Chiesa, le nazionalizzazioni».
In particolare, il riferimento alla guerra batteriologica e alle potenze straniere nasceva da una tesi complottista che circolava da diverso tempo e che fu esplicitata nel 2009 dal giornalista statunitense Hank P. Albarelli il quale, prendendo le mosse da un episodio realmente accaduto nel corso della guerra fredda (il progetto della CIA noto come MKULTRA, che si proponeva di testare un possibile utilizzo dell'LSD come arma segreta e che fu oggetto di un'audizione davanti a una commissione al Senato nel 1977), teorizzò che l'Agenzia avesse contaminato i prodotti alimentari di Pont-Saint-Esprit con il noto allucinogeno tramite irrorazione con aerosol; tale tesi fu contestata e rigettata dallo stesso Kaplan il quale, nel rilevare la natura complottistica della teoria di Albarelli, la dichiarò inconsistente per via della discordanza dei tempi (tra l'assunzione del pane avariato e la comparsa dei sintomi passarono circa 36 ore, laddove l'LSD agisce subito), della noncuranza delle evidenze cliniche (l'LSD non causa i problemi gastro-intestinali e psichici descritti dagli abitanti del paese) e per la generale implausibilità (l'assurdità dell'idea di contaminare il pane con l'allucinogeno e la non disponibilità di mezzi tecnologici per diffonderlo tramite aerosol, unito all'insensatezza di utilizzare come cavia una cittadina all'epoca semidistrutta dai combattimenti tra tedeschi e Alleati della allora recente seconda guerra mondiale).
Un'altra ipotesi, formulata dal chimico britannico Simon Cotton dell'Università di Bristol e, in seguito, di Birmingham, suggerisce un avvelenamento da mercurio dei semi di frumento; a partire dagli anni quaranta era prassi comune utilizzare dimetilmercurio, prodotto per alchilazione di tale elemento, come base per insetticidi e fungicidi, il più noto dei quali era il Panogen; tale ritrovato chimico, usato per eliminare i parassiti dai semi di frumento, era stato alla base di diverse intossicazioni in varie parti del mondo: negli anni sessanta in Svezia era stata rilevata una morìa di uccelli e roditori che si erano cibati di semi trattati con derivati del mercurio; avvelenamenti di persone si verificarono in Iraq nel 1956 e nel 1960, in Pakistan nel 1961 (circa 100 morti), in Guatemala nel 1965.
Ancora Kaplan ipotizza, tra le possibili cause alternative all'intossicazione da ergot, lo sbiancamento del pane con sostanze proibite e patogene quali il tricloruro di azoto, ipotesi non dimostrabile ma parimenti ritenuta da Kaplan non inverosimile considerando il contesto di una Francia uscita dalla guerra che desiderava avere una sensazione di benessere, tra i cui simboli figurava il pane bianco, oppure l'opera di micotossine, allora poco conosciute. A sostenere tale ultima ipotesi anche Régis Delaigue, che riporta il parere di un tossicologo secondo cui la farina avrebbe potuto essere contaminata da micotossine prodotte dalle muffe eventualmente presenti nei silo di grano.